# Nummer-et hits i Norge i 2018
Nummer-et hits i Norge i 2018 er en liste over de singler der lå nummer et på den norske singlehitliste i 2018. Den var udarbejdet af International Federation of the Phonographic Industry og Nielsen Soundscan, og udgives af VG-lista.

## Historie
| Uge | Kunstner                                                    | Sang                              | Kilde |
| --- | ----------------------------------------------------------- | --------------------------------- | ----- |
| 1   | Eminem featuring Ed Sheeran                                 | "River"                           |       |
| 2   | Eminem featuring Ed Sheeran                                 | "River"                           |       |
| 3   | MARS, Karpe Diem, Unge Ferrari og Arif                      | "Jeg bruker ikke kondom"          |       |
| 4   | MARS, Karpe Diem, Unge Ferrari og Arif                      | "Jeg bruker ikke kondom"          |       |
| 5   | Drake                                                       | "God's Plan"                      |       |
| 6   | Rudimental featuring Jess Glynne, Macklemore and Dan Caplen | "These Days"                      |       |
| 7   | Rudimental featuring Jess Glynne, Macklemore and Dan Caplen | "These Days"                      |       |
| 8   | Rudimental featuring Jess Glynne, Macklemore and Dan Caplen | "These Days"                      |       |
| 9   | Rudimental featuring Jess Glynne, Macklemore and Dan Caplen | "These Days"                      |       |
| 10  | Rudimental featuring Jess Glynne, Macklemore and Dan Caplen | "These Days"                      |       |
| 11  | Rudimental featuring Jess Glynne, Macklemore and Dan Caplen | "These Days"                      |       |
| 12  | Rudimental featuring Jess Glynne, Macklemore and Dan Caplen | "These Days"                      |       |
| 13  | Rudimental featuring Jess Glynne, Macklemore and Dan Caplen | "These Days"                      |       |
| 14  | Rudimental featuring Jess Glynne, Macklemore and Dan Caplen | "These Days"                      |       |
| 15  | Rudimental featuring Jess Glynne, Macklemore and Dan Caplen | "These Days"                      |       |
| 16  | David Guetta and Sia                                        | "Flames"                          |       |
| 17  | Ariana Grande                                               | "No Tears Left to Cry"            |       |
| 18  | Post Malone                                                 | "Better Now"                      |       |
| 19  | Post Malone                                                 | "Better Now"                      |       |
| 20  | Post Malone                                                 | "Better Now"                      |       |
| 21  | K-391 featuring Alan Walker, Julie Bergan og Seungri        | "Ignite"                          |       |
| 22  | K-391 featuring Alan Walker, Julie Bergan og Seungri        | "Ignite"                          |       |
| 23  | Mads Hansen                                                 | "Sommerkroppen"                   |       |
| 24  | Mads Hansen                                                 | "Sommerkroppen"                   |       |
| 25  | Mads Hansen                                                 | "Sommerkroppen"                   |       |
| 26  | Mads Hansen                                                 | "Sommerkroppen"                   |       |
| 27  | Mads Hansen                                                 | "Sommerkroppen"                   |       |
| 28  | Mads Hansen                                                 | "Sommerkroppen"                   |       |
| 29  | Mads Hansen                                                 | "Sommerkroppen"                   |       |
| 30  | Mads Hansen                                                 | "Sommerkroppen"                   |       |
| 31  | Alan Walker featuring Au/Ra og Tomine Harket                | "Darkside"                        |       |
| 32  | Alan Walker featuring Au/Ra og Tomine Harket                | "Darkside"                        |       |
| 33  | Alan Walker featuring Au/Ra og Tomine Harket                | "Darkside"                        |       |
| 34  | Alan Walker featuring Au/Ra og Tomine Harket                | "Darkside"                        |       |
| 35  | Alan Walker featuring Au/Ra og Tomine Harket                | "Darkside"                        |       |
| 36  | Dynoro og Gigi D'Agostino                                   | "In My Mind"                      |       |
| 37  | Dynoro og Gigi D'Agostino                                   | "In My Mind"                      |       |
| 38  | Dynoro og Gigi D'Agostino                                   | "In My Mind"                      |       |
| 39  | Lil Peep and XXXTentacion                                   | "Falling Down"                    |       |
| 40  | Alan Walker featuring Sophia Somajo                         | "Diamond Heart"                   |       |
| 41  | Alan Walker featuring Sophia Somajo                         | "Diamond Heart"                   |       |
| 42  | Ava Max                                                     | "Sweet but Psycho"                |       |
| 43  | Ava Max                                                     | "Sweet but Psycho"                |       |
| 44  | Ava Max                                                     | "Sweet but Psycho"                |       |
| 45  | Ava Max                                                     | "Sweet but Psycho"                |       |
| 46  | Ava Max                                                     | "Sweet but Psycho"                |       |
| 47  | Ava Max                                                     | "Sweet but Psycho"                |       |
| 48  | Erik Follestad and Linni Meister                            | "Juletragedien"                   |       |
| 49  | Erik Follestad and Linni Meister                            | "Juletragedien"                   |       |
| 50  | Erik Follestad and Linni Meister                            | "Juletragedien"                   |       |
| 51  | Erik Follestad and Linni Meister                            | "Juletragedien"                   |       |
| 52  | Mariah Carey                                                | "All I Want for Christmas Is You" |       |